# Artak Grigoryan
Artak Grigoryan (en armenio: Արտակ Գրիգորյան; Ereván, RSS de Armenia, Unión Soviética, 19 de octubre de 1987) es un exfutbolista armenio. Jugaba de centrocampista y pasó su carrera en clubes de su país. Fue internacional absoluto por la selección de Armenia.

## Selección nacional
Debutó por la selección de Armenia el 11 de agosto de 2010 en la derrota por 1-3 ante Irán en un amistoso.

## Clubes
| Club                 | País    | Año       |
| -------------------- | ------- | --------- |
| F. C. Shirak         | Armenia | 2007-2008 |
| F. C. Ararat Ereván  | Armenia | 2008-2009 |
| Ulisses F. C.        | Armenia | 2010-2013 |
| F C. Gandzasar Kapan | Armenia | 2013-2015 |
| F. C. Mika           | Armenia | 2015      |
| Alashkert F. C.      | Armenia | 2015-2023 |
| F. C. Pyunik         | Armenia | 2023-2024 |

## Palmarés

### Títulos nacionales
| Título                  | Club                | País    | Año     |
| ----------------------- | ------------------- | ------- | ------- |
| Liga Premier de Armenia | F. C. Ararat Ereván | Armenia | 2011    |
| Supercopa de Armenia    | Alashkert F. C.     | Armenia | 2016    |
| Liga Premier de Armenia | Alashkert F. C.     | Armenia | 2015-16 |
| Liga Premier de Armenia | Alashkert F. C.     | Armenia | 2016-17 |
| Liga Premier de Armenia | Alashkert F. C.     | Armenia | 2017-18 |
| Supercopa de Armenia    | Alashkert F. C.     | Armenia | 2018    |
| Copa de Armenia         | Alashkert F. C.     | Armenia | 2018-19 |
| Liga Premier de Armenia | Alashkert F. C.     | Armenia | 2020-21 |
| Supercopa de Armenia    | Alashkert F. C.     | Armenia | 2021    |
| Liga Premier de Armenia | F. C. Pyunik        | Armenia | 2023-24 |